# Діяльність ОУН на Віньковеччині
Активна діяльність Організації українських націоналістів була розгорнута у період з 1946 по 1951 рік на півдні Хмельниччини, на територіях, розташованих східніше від річки Збруч.
З 1946 року через надмірну концентрацію сил МДБ і НКВД в західних регіонах України ОУН починає перекидати вагомі сили далі на схід. ОУНівці проводять агітаційно-просвітницьку антирадянську пропаганду, основною ідеєю котрої було становлення Соборної незалежної української держави.

## Структура проводу на Віньковеччині
Віньковеччина входила до зони діяльності крайового проводу ОУН «Поділля» й до Дунаєвецького надрайонного проводу зокрема (з 1946 року — провідник району «Луговий» — Йосип Демчук, родом з Тернопільщини).
У червні 1949 року Йосип Демчук очолив підпільний рух на Вінниччині. З Дунаєвецького надрайону було виокремлено Віньковецький надрайонний провід, який очолив Василь Николин (псевдо «Мороз», «Богдан» та «Хмель») з Олексинців на Тернопільщині.
Окрім Віньковецького, до складу надрайонного угруповання входили Миньковецький, Новоушицький райони та деякі села Мурованокуриловецького і Барського районів Вінницької області.

### Учасники ОУН на Віньковеччині
До складу Віньковецького надрайону в різний час входили підпільники:
- «Коваль» (прізвище не ідентифіковане).
- «Сурмач» — О. Мосяк. Прибув із Станиславівщини з «Ковалем».
- «Терентій» — Михайло Степанович Ганзюк. Народився 1924 р. в с. Перекоринці Муровано-Куриловецького р-ну Вінницької області;
- «Ромко» («Ярко») — Петро Приймак, родом з Львівської області;
- «Боян» (прізвище не ідентифіковане). Загинув 18 грудня 1949 р. біля с. Ходаки Барського р-ну Вінницької області;
- «Сергій» — Євген Скирко, родом з Тернопільщини. Загинув 18 грудня 1949 р. біля с. Ходаки Барського р-ну Вінницької області;
- «Кобзар» — Михайло Криса, родом з Тернопільської області;
- «Богун» — Володимир Скоренький, родом із села Різдвяни Теребовлянського району Тернопільської області;
- «Юрко» — Михайло Шевчук, родом з Львівщини;
- «Богдан Малий» — Михайло Оліярник, родом з Львівщини;
- «Орлич» — Віталій Мельник, родом із села Женишковець Віньковецького району.

## Діяльність Віньковецького надрайонного проводу ОУН
Віньковецький надрайонний провід ОУН за час свого існування нараховував до 15 активних учасників у підпіллі(які були на нелегальному становищі у лісах та зі зброєю), та кілька сотень симпатиків з місцевого населення, котрі допомагали повстанцям їжею, одягом, прихистком над головою та сховком від більшовиків.
Зазвичай підпільники створювали в зоні своєї діяльності прихистки у вигляді конспіративних квартир.
Члени підпілля пересувалися територією району переважно вночі, розносячи агітаційну літературу та газети серед місцевого населення, а вдень переховуватися у лісах або на квартирах. Вони збирали інформацію про різні сфери життя й діяльности районних та сільських органів радянської влади, підбирали молодіжні кадри для вступу в ОУН.
Ходили переважно групами по 2-3 особи, змінюючи дислокацію кожних кілька днів.
З метою конспірації та унеможливлення видачі один одного у разі потрапляння в полон, кожен повстанець мав власний псевдонім, а то й кілька, справжніми іменами ніколи не послуговувались і часто не знали імен своїх товаришів протягом всього часу спільної боротьби.
Зокрема в Женишківцях діяла молодіжна група в складі Віталія Мельника (керівник), Анатолія Сухого, Анатолія Андрійчука, Володимира Паюка, Олександра Кравчука, Івана Качуринця, Аліси Сосни. У 1950 році Віталій Мельник і Володимир Паюк ввійшли до складу підпілля ОУН.
Місцеве населення також мали зв'язок з членами ОУН.
У Майдані-Олександрівському родини Степана Бучка та Марії Герасимчук(Дмітрійчук) встановили зв'язок з підпільниками та надавали їм допомогу.
Будинки Бучків та Герасимчуків протягом чотирьох років відвідувало кілька десятків різних повстанців. Крім Віньковецького проводу ОУН у них зупинялися члени з Дунаєвецького та Кам'янецького проводів.

### Бій у Майдані-Олександрівському
В ніч з 19 го на 20 жовтня 1951 року, «Богдан» та «Терентій» завітали на ночівлю до будинку Герасимчуків. Напередодні один з місцевих мешканців (ймовірно — більшовицький активіст) помітив дивний рух в оселі та повідомив про це до МДБ. Під час проведеного допиту з застосуванням фізичної сили Марія Герасимчук, яка очолювала пункт зв'язку керівниці місцевого надрайонного проводу ОУН, зізналася про прихисток та розповіла про переховування учасників підпілля в будинку Бучків. Працівники МДБ повідомили про можливість встановлення спеціального пристрою(кнопки), яка сповіщатиме їх про прихід учасників підпільної організації. У разі відмови — її та батьків мали відправити на 25-ти річне заслання до Сибіру, а маленьку дитину Марії — в інтернат.
Пригостивши їжею та облаштувавши місця для відпочинку вона натиснула на кнопку.
До світанку практично вся сільська вулиця була оточена міліцією, працівниками міністерства державної безпеки та внутрішніми військами, які спершу почали стукати у вікна та запропонували хлопцям здатися. Зважаючи на чисельну перевагу радянських силових органів(близько сотні) та небажанням потрапляти у полон, ті відповіли вогнем.
В результаті бою, який тривав близько пів години, загинув Михайло Ганзюк(псевдо «Терентій»).
Втім обставини загибелі керівника Віньковецького надрайонного проводу ОУН Василя Петровича Николина достеменно не з'ясована.
Молодь, яку потенційно могла вести співпрацю або поповнювати ряди націоналістичних формувань піддавалася арештам. Зокрема, у квітні 1952 року в селах Женишківці і Покутинці було викрито дві молодіжні підпільні організації ОУН.
Внаслідок спецоперацій радянських органів діяльність мережі українських націоналістів на півдні Хмельниччини зазнала ліквідації.